# 대한민국 상법 제368조
대한민국 상법 제368조는 주주총회의 결의방법과 의결권의 행사에 대한 상법 회사법의 조문이다.

## 조문
제368조 (총회의 결의방법과 의결권의 행사) (1) 총회의 결의는 이 법 또는 정관에 다른 정함이 있는 경우를 제외하고는 출석한 주주의 의결권의 과반수와 발행주식총수의 4분의 1 이상의 수로써 하여야 한다.

(2) 무기명식의 주권을 가진 자는 회일의 1주간전에 그 주권을 회사에 공탁하여야 한다.

(3) 주주는 대리인으로 하여금 그 의결권을 행사하게 할 수 있다. 이 경우에는 그 대리인은 대리권을 증명하는 서면을 총회에 제출하여야 한다.

(4) 총회의 결의에 관하여 특별한 이해관계가 있는 자는 의결권을 행사하지 못한다.

第368條 (總會의 決議方法과 議決權의 행사) ① 總會의 決議는 이 法 또는 定款에 다른 정함이 있는 경우를 제외하고는 출석한 株主의 議決權의 過半數와 發行株式總數의 4分의 1 이상의 數로써 하여야 한다.
②無記名式의 株券을 가진 者는 會日의 1週間前에 그 株券을 會社에 供託하여야 한다.

③株主는 代理人으로 하여금 그 議決權을 行使하게 할 수 있다. 이 境遇에는 그 代理人은 代理權을 證明하는 書面을 總會에 提出하여야 한다.

④總會의 決議에 關하여 特別한 利害關係가 있는 者는 議決權을 行使하지 못한다.

## 사례
제약회사의 합병에서 제약회사의 지배주주 일가는 지분이 확대된다는 특별한 이해관계를 갖게 되므로 상법 제368조 제4항에 따라 의결권을 행사해서는 안되며 합병 여부에 관한 의사결정은 나머지 주주들에 의해 공정히 이뤄져야 한다

## 판례
- 실질적으로 1인회사인 주식회사의 주주총회는 그 절차상에 하자가 있다 하더라도 그 주주총회에서 어떤 결의를 한 것으로 주주총회 의사록이 작성되어 있으면 특별한 사정이 없는 한 1인주주에 의하여 그와 같은 결의가 있었던 것이라고 볼 수 있어 유효하다 할 것이다.[2]
- [3]
- [4]
- [5]
- 상법 제368조 제3항은 주주의 의결권을 대리행사하고자 하는 자는 대리권을 증명하는 서면을 총회에 제출하도록 규정하고 있는바, 그 규정은 대리권의 존부에 관한 법률관계를 명확히 하여 주주총회 결의의 성립을 원활하게 하기 위한 데 그 목적이 있다고 할 것이므로, 대리권을 증명하는 서면은 위조나 변조 여부를 쉽게 식별할 수 있는 원본이어야 하고 특별한 사정이 없는 한 사본은 그 서면에 해당하지 않는다[6]
- 대리인의 자격을 주주로 한정하는 취지의 주식회사의 정관 규정은 주주총회가 주주 이외의 제3자에 의하여 교란되는 것을 방지하여 회사 이익을 보호하는 취지에서 마련된 것으로서 합리적인 이유에 의한 상당한 정도의 제한이라고 볼 수 있으므로 이를 무효라고 볼 수는 없다[7]
- 이사회는 주주총회의 경우와는 달리 원칙적으로 이사자신이 직접 출석하여 결의에 참가하여야 하며 대리인에 의한 출석은 인정되지 않고 따라서 이사가 타인에게 출석과 의결권을 위임할 수도 없는 것이니 이에 위배된 이사회의 결의는 무효이며 그 무효임을 주장하는 방법에는 아무런 제한이 없다.[8]

## 참고 문헌
- 의결권 행사의 대리인을 주주로 한정하는 정관규정의 효력 법률신문 2005-01-20

## 같이 보기
- 특별이해관계인